# Caucasus Mons
Il Caucasus Mons è una struttura geologica della superficie di Io.